# Sonja Kesselschläger

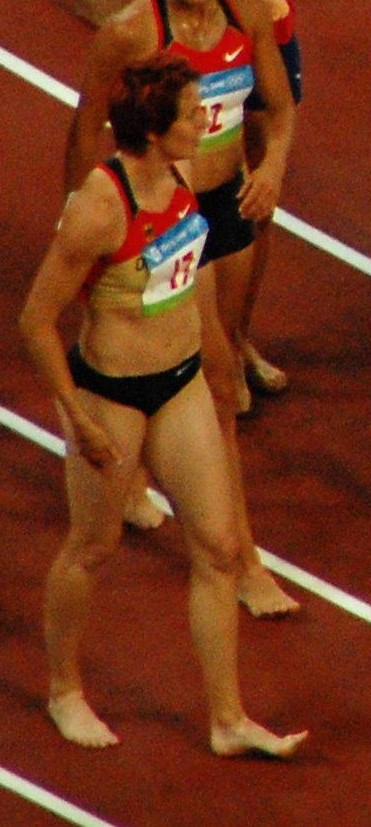
Sonja Kesselschläger 2008

Sonja Kesselschläger (* 20. Januar 1978 in Finsterwalde in Brandenburg) ist eine ehemalige deutsche Siebenkämpferin.

## Leben
Ihre größten Erfolge sind der sechste Platz bei den Olympischen Spielen 2004 in Athen und der achte Platz bei den Leichtathletik-Weltmeisterschaften 2003 in Paris/Saint-Denis.
Kesselschläger startete ihre Karriere 1984 beim ASC Grün-Weiß Finsterwalde. 1993 wurde sie in den D/C-Kader 7-Kampf berufen. 1995 wechselte die Sportlerin zum SC Neubrandenburg. Dort trainierte sie bei Bundestrainer Klaus Baarck, der unter anderem auch Trainer von Anke Behmer war. Nach der Berufung in den B-Kader im Jahre 1997 war sie von 2002 bis 2006 ohne Unterbrechung A-Kader-Athletin. Verletzungsbedingt konnte sie sich im Jahr 2006 nicht für die Europameisterschaften in Göteborg qualifizieren. Im Jahr 2007 schaffte sie bei ihrem Comeback auf Anhieb die Qualifikation für die Weltmeisterschaften in Osaka und im Folgejahr auch die Qualifikation für die Olympischen Spiele in Peking. Die Nominierung für die Weltmeisterschaften in Berlin verpasste sie knapp. 
Nach der Saison 2009 beendete sie ihre leistungssportliche Karriere. Sie hatte bei einer Größe von 1,78 m ein Wettkampfgewicht von 64 kg. Neben der sportlichen Laufbahn war sie Sportsoldatin (Dienstgrad Obermaat) in der Sportfördergruppe der Bundeswehr Rostock. Gleichzeitig studierte sie Betriebswirtschaftslehre an der FernUniversität in Hagen, an der sie 2008 ihr Diplom machte. Seit 1. April 2010 ist sie Angestellte bei den Stadtwerken Neubrandenburg.  

## Bestleistungen im Mehrkampf
| 100 m Hürden | 13,50 s     |
| Hochsprung   | 1,85 m      |
| Kugelstoßen  | 13,77 m     |
| 200 m        | 25,14 s     |
| Weitsprung   | 6,24 m      |
| Speerwurf    | 42,00 m     |
| 800 m        | 2:11,92 min |

## Erfolge
- 1996: 7. Platz Juniorenweltmeisterschaften Sydney
- 1997: 3. Platz Junioreneuropameisterschaften Ljubljana, 1. Platz Deutsche A-Jugend-Meisterschaften Mehrkampf
- 1998: 2. Platz Deutsche Juniorenmeisterschaften Mehrkampf
- 1999: 3. Platz U23-Europameisterschaften Göteborg, 1. Platz Deutsche Juniorenmeisterschaften Mehrkampf
- 2000: 1. Platz Deutsche Juniorenmeisterschaften Mehrkampf, 3. Platz Weitsprung Deutsche Juniorenmeisterschaften, 6. Platz Halleneuropameisterschaften Gent/Belgien
- 2001: 3. Platz Universiade Peking, 2. Platz Europacup Arles
- 2002: 5. Platz World Combined Events Challenge, 9. Platz Europameisterschaften in München, 2. Platz Mehrkampf-Meeting Ratingen, 5. Platz Halleneuropameisterschaften Wien
- 2003: 4. Platz World Combined Events Challenge, 8. Platz Weltmeisterschaften in Paris/Saint-Denis, 1. Platz Mehrkampf-Meeting Ratingen, 3. Platz Mehrkampf-Meeting Götzis/Österreich, 4. Platz Hallenweltmeisterschaften in Birmingham, 1. Platz Mehrkampf-Meeting Tallinn, 1. Platz Deutsche Hallenmeisterschaften Fünfkampf
- 2004: 8. Platz World Combined Events Challenge, 6. Platz Olympische Spiele in Athen, 3. Platz Mehrkampf-Meeting Ratingen, 1. Platz Deutsche Hallenmeisterschaften Fünfkampf, 5. Platz Deutsche Meisterschaften 60 Meter Hürden Dortmund
- 2005: 1. Platz Deutsche Meisterschaften Lage, 10. Platz Weltmeisterschaften in Helsinki, 8. Platz Mehrkampf-Meeting Götzis, 5. Platz Halleneuropameisterschaften Madrid, 1. Platz Deutsche Hallenmeisterschaften Fünfkampf
- 2006: 1. Platz Deutsche Hallenmeisterschaften Fünfkampf, 4. Platz Hallenweltmeisterschaften in Moskau
- 2007: 3. Platz Deutsche Meisterschaften Weitsprung, 3. Platz Mehrkampf-Meeting Ratingen, 13. Platz Weltmeisterschaften in Osaka
- 2008: 15. Platz Olympische Spiele in Peking